# Sergiusz Papliński
Sergiusz Papliński ps. „Kawka” (ur. 9 września 1927 w Radomiu, zm. 2 sierpnia 2022 w Londynie) – polski partyzant zgrupowania Antoniego Hedy „Szarego” i Zygmunta Kiepasa „Krzyka”, malarz.

## Życiorys

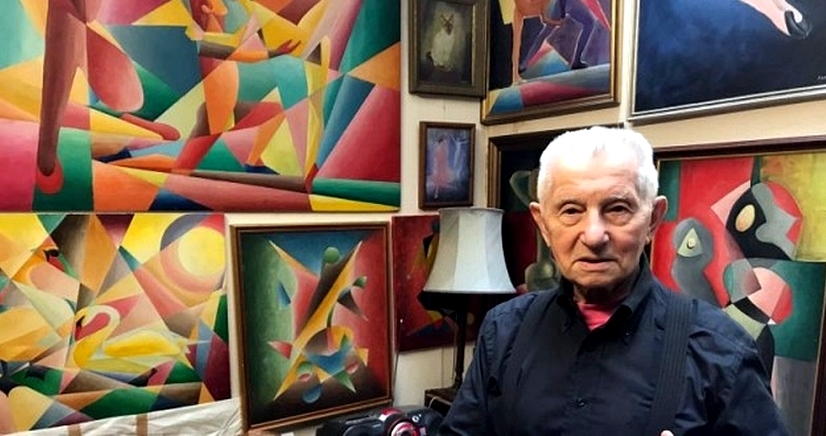
Sergiusz Papliński w swojej pracowni malarskiej

Syn Stanisława. Brał udział w kluczowych akcjach partyzanckich zgrupowania „Szarego” w lasach iłżeckich, starachowickich, koneckich. 5 czerwca 1944 brał udział w rozbiciu więzienia w Końskich. Po zakończeniu II wojny światowej pozostał w konspiracji antykomunistycznej. Został schwytany i uwięziony w Radomiu. 9 września 1945 został uwolniony po jego rozbiciu przez oddział Stefana Bembińskiego „Harnasia”. Wstąpił w szeregi Zrzeszenia Wolność i Niezawisłość. Prowadził walkę dywersyjną na terenie Pomorza. W 1946 roku zmuszony był opuścić Polskę. W mundurze NKWD przedostał się do Berlina, do amerykańskiej strefy okupacyjnej. Następnie z obozu przejściowego dostał się do Anglii i tam działał w strukturach Zrzeszenia Wolność i Niezawisłość. W Anglii skończył szkołę artystyczną i zaczął malować obrazy. W swojej kolekcji posiadał kilkadziesiąt obrazów.

## Odznaczenia
Został odznaczony Honorową Odznaką Grom.

## Galeria

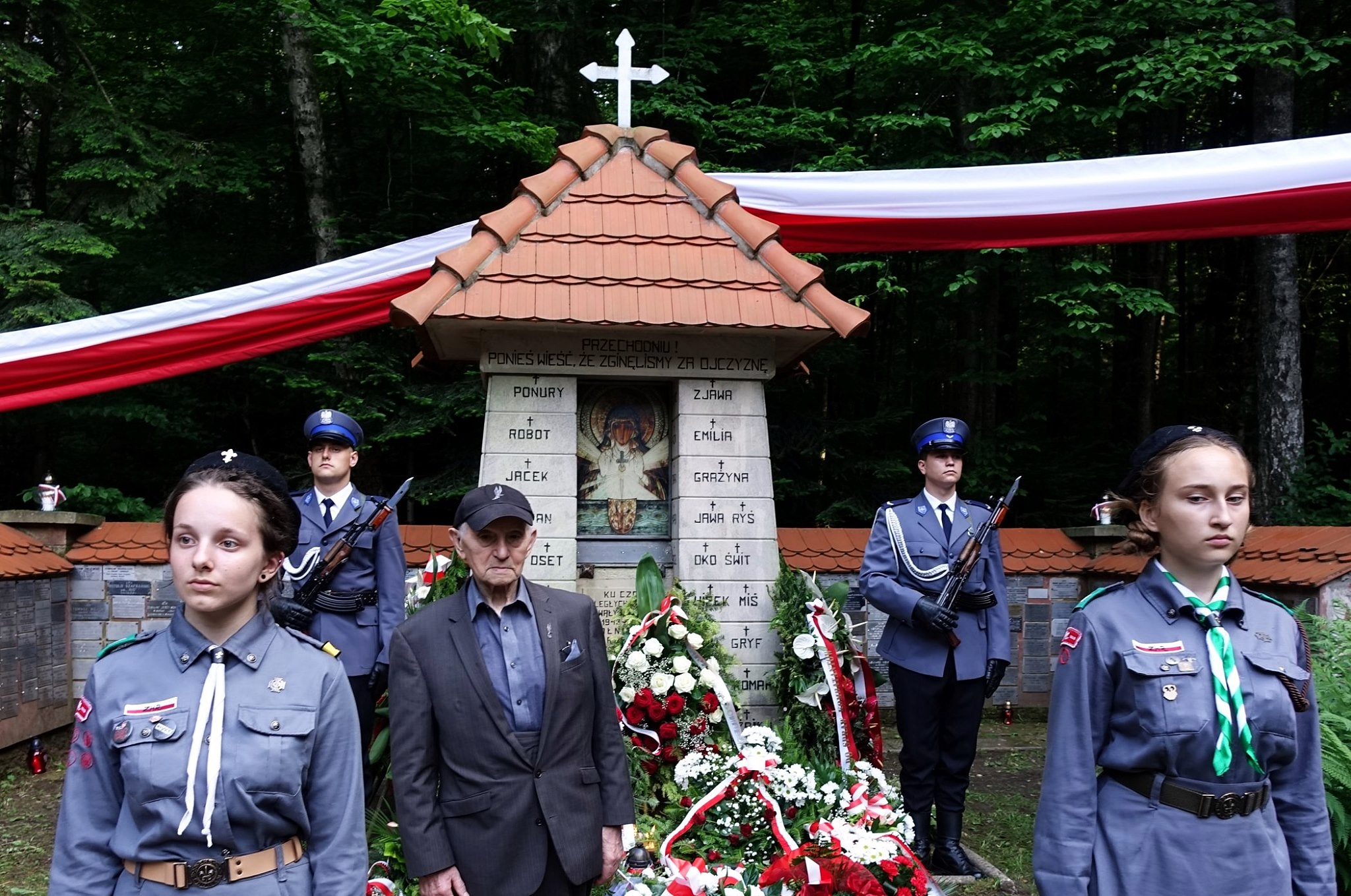
Mjr Sergiusz Papliński ps. „Kawka” (w środku) na Polanie „Wykus” w Górach Świętokrzyskich, czerwiec 2019.
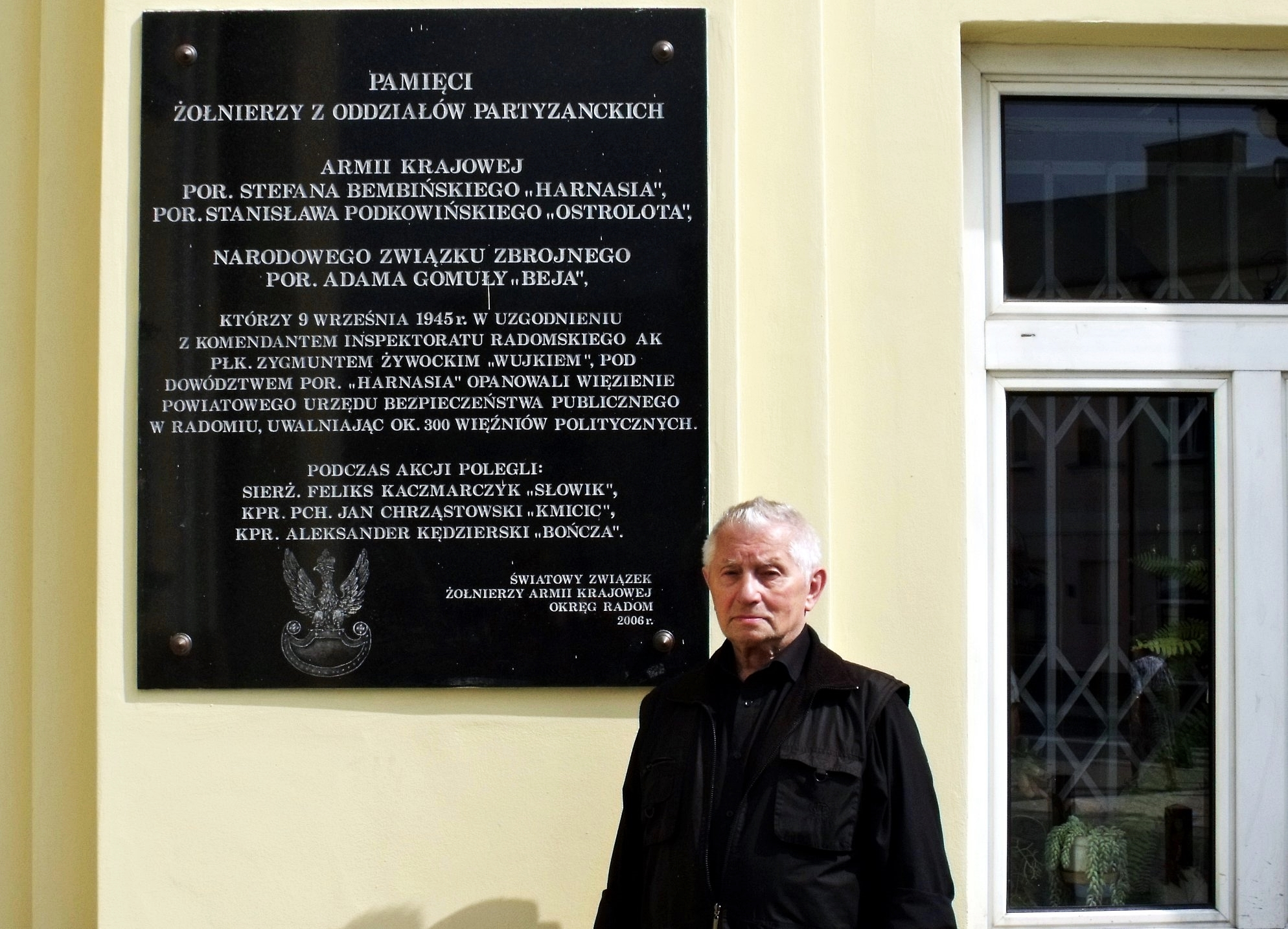
Mjr Sergiusz Papliński ps. „Kawka” przy tablicy upamiętniającej akcję rozbicia więzienia UB w Radomiu, wrzesień 2019.
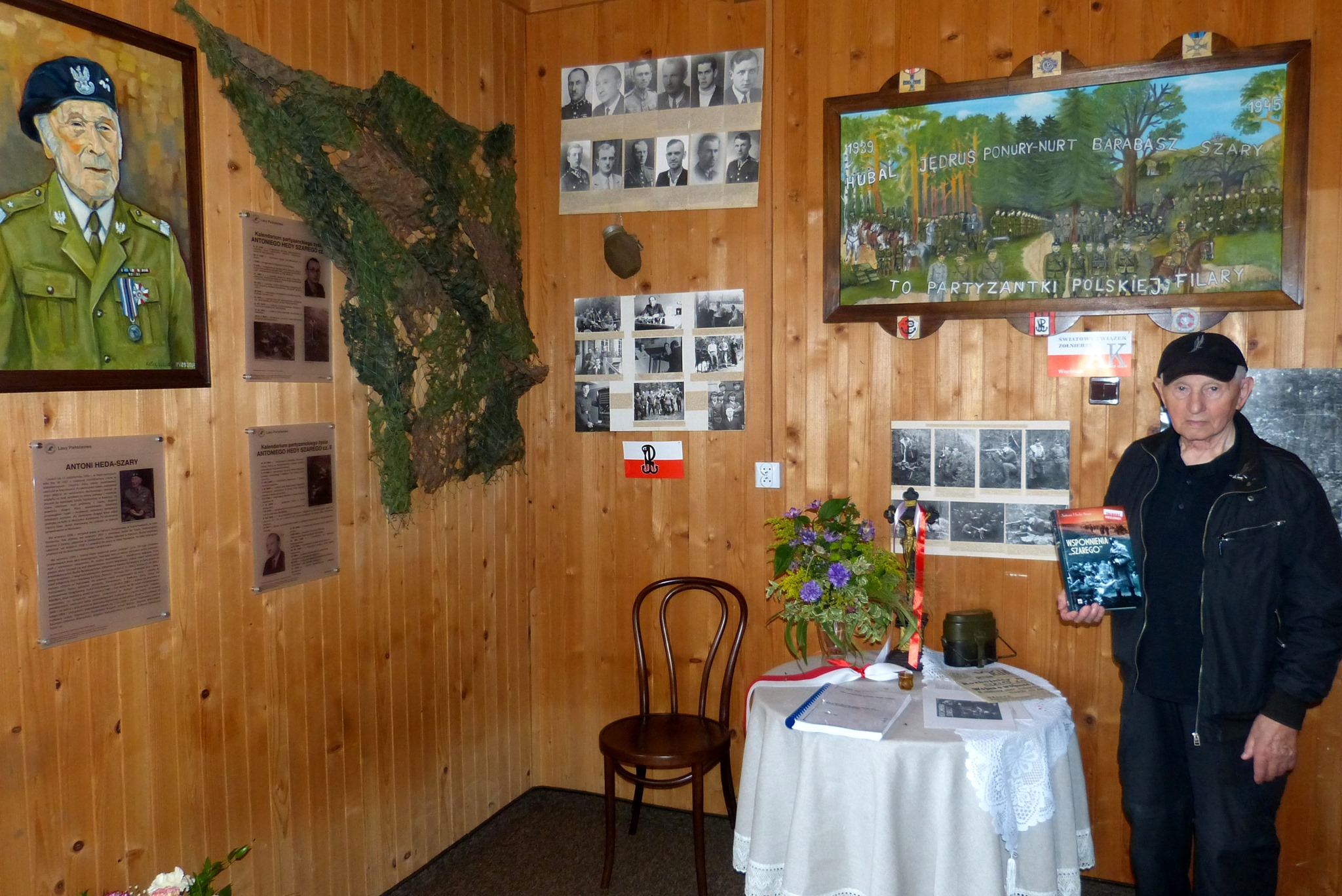
Mjr Sergiusz Papliński ps. „Kawka” w Partyzanckiej Izbie Pamięci im. Generała Antoniego Hedy „Szarego” w Klepaczach, sierpień 2019.
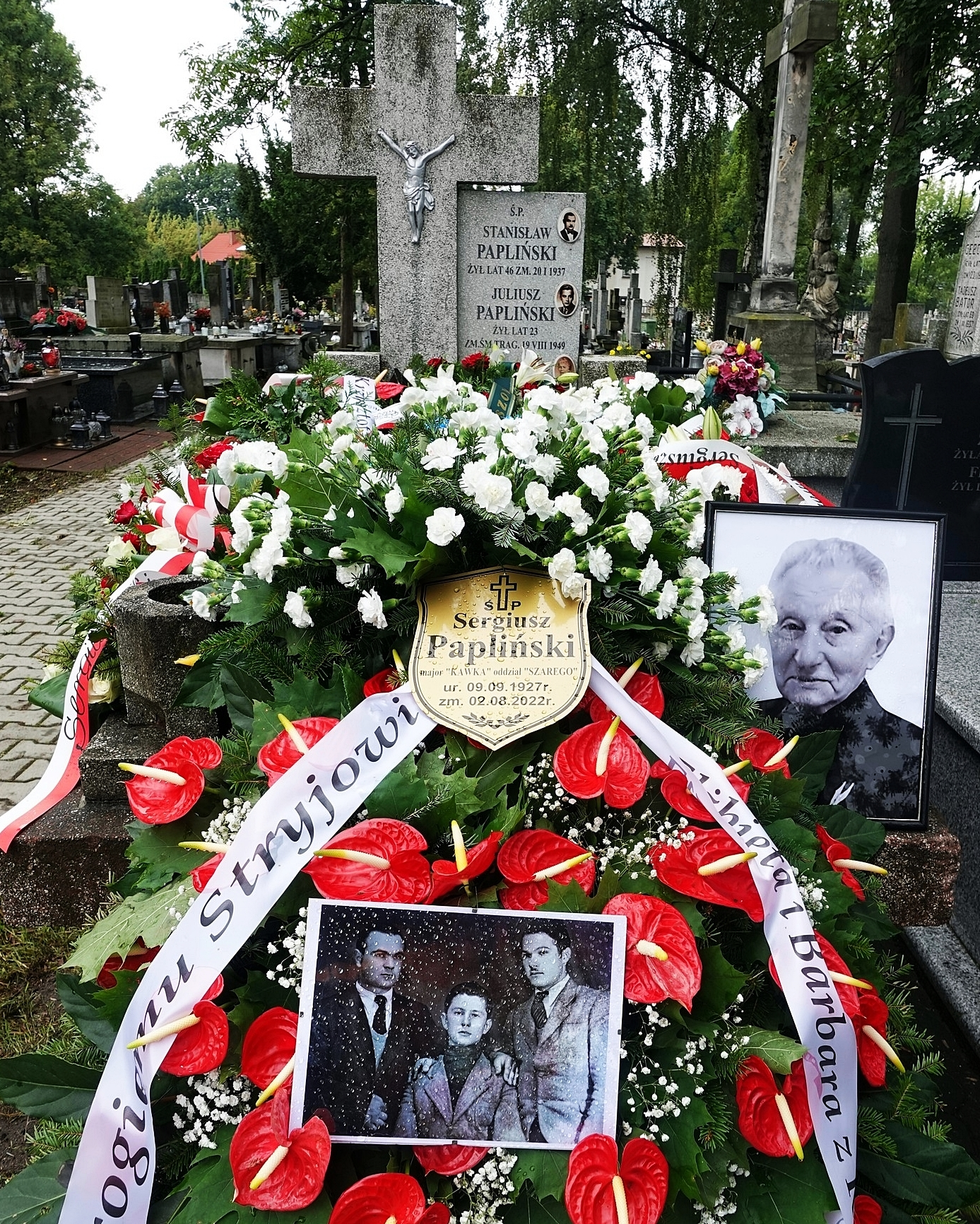
Grób rodzinny mjr Sergiusza Paplińskiego ps. „Kawka” w dniu jego pogrzebu, cmentarz rzymskokatolicki w Radomiu, wrzesień, 2022.